# Ernest Amelius Rennie

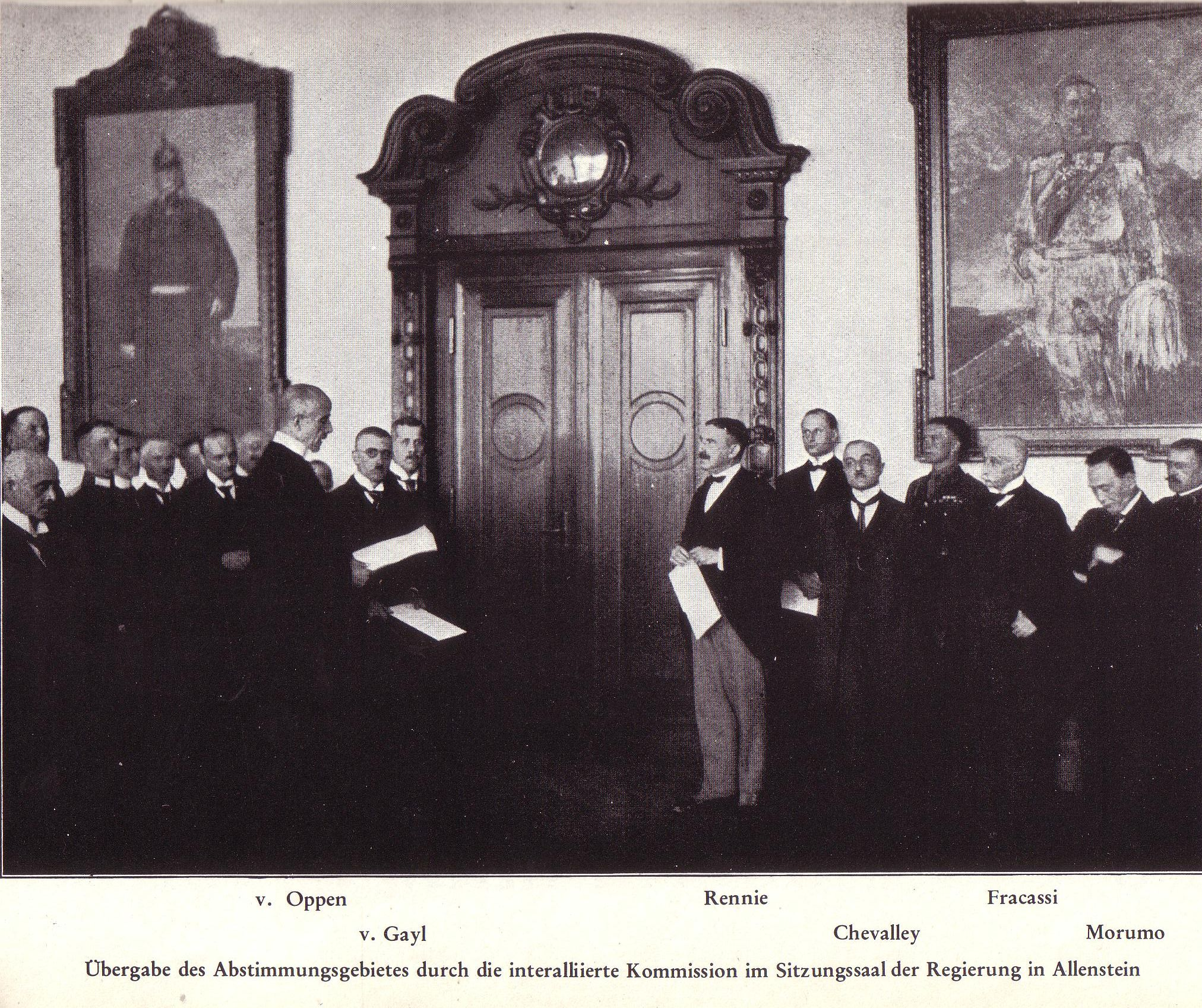
Rennie bei der Übergabe des Allensteiner Abstimmungsgebietes (1920)

Sir Ernest Amelius Rennie, KCMG, MVO (* 12. September 1868; † 25. September 1935) war ein britischer Diplomat.
Rennie besuchte das Eton College und studierte an der University of Oxford. 1868 begann er seine Karriere im diplomatischen Dienst.
Ab 1913 war Rennie britischer Botschafter in Peru und Ecuador, bis er 1920 die Interalliierte Kommission des Völkerbundes im Abstimmungsgebiet Allenstein leitete.
Nach dem Ende der Abstimmung wurde er zum Botschafter in Finnland (1921–1930) ernannt.